# Oeganda op de Olympische Zomerspelen 1972
Oeganda nam deel aan Olympische Zomerspelen 1972 in München, West-Duitsland. Het was de vijfde deelname van het land aan de Olympische Zomerspelen.
De 33 deelnemers, 31 mannen en twee vrouwen, kwamen in actie op negentien onderdelen in drie olympische sporten; atletiek, boksen en hockey. De atleet William Dralu en de boksers David Jackson, Mohamed Muruli, Matthias Ouma en Leo Rwabwogo waren deze editie de sporters die voor de tweede keer deelnamen. Het was voor tweede keer dat er vrouwen uit Oeganda aan de Olympische Spelen deelnamen en voor het eerst dat er in een teamsport werd deelgenomen.
De totale Oegandese medailleoogst werd op deze editie verdubbeld. De in 1968 in het boksen behaalde zilveren en bronzen medaille werd uitgebreid met een gouden en een zilveren medaille. De eerste gouden medaille voor Oeganda werd door de atleet John Akii-Bua op de 400 meter horden behaald. In het boksen behaalde Leo Rwabwogo zijn tweede medaille. Na brons in 1968 deze editie zilver, beide bij de vlieggewichten.

## Medailleoverzicht

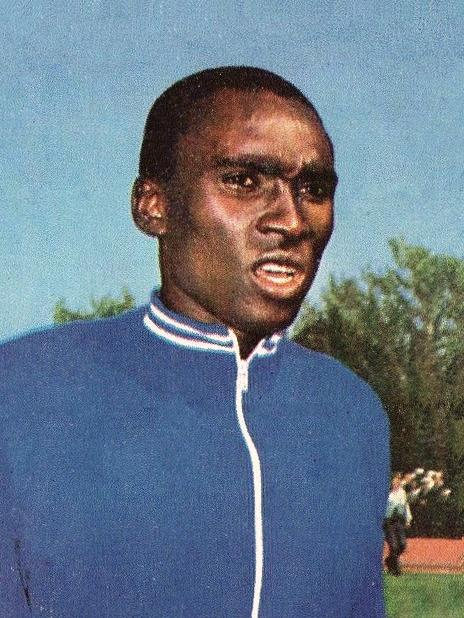
John Akii-Bua

| Sport    | Olympiër      | Onderdeel       | Medaille |
| -------- | ------------- | --------------- | -------- |
| Atletiek | John Akii-Bua | 400m horden (m) | Goud     |
| Boksen   | Leo Rwabwogo  | -51kg (m)       | Zilver   |

## Deelnemers & resultaten
(m) = mannen, (v) = vrouwen

### Atletiek
| Olympiër       | Onderdeel              | Resultaat | Prestatie                                                                       |
| -------------- | ---------------------- | --------- | ------------------------------------------------------------------------------- |
| William Dralu  | 100m (m)               | 67e       | serie 6: 7de in 10,92                                                           |
| William Dralu  | 200m (m)               | 48e       | serie 9: 6de in 21,87                                                           |
| Silver Ayoo    | 400m (m)               | 42e       | serie 1: 7de in 47,04                                                           |
| Vitus Ashaba   | 1500m (m)              | 43e       | serie 4: 8ste in 3.45,2                                                         |
| John Akii-Bua  | 400m horden (m)        | Goud      | serie 4: 1ste in 50,35 halve finale 1: 1ste in 49,25 finale: 1ste in 47,82 (WR) |
| Vitus Ashaba   | 3000m steeplechase (m) | 34e       | serie 1: 10de in 8.45,0                                                         |
| Fulgence Rwabu | marathon (m)           | 59e       | 2:57,04,4                                                                       |
| Abraham Munabi | hink-stap-springen (m) | 22e       | kwalificatie groep B: 10de met 15,82m                                           |
|                |                        |           |                                                                                 |
| Rose Musani    | 200m (v)               | 30e       | serie 4: 5de in 25,37 kwartfinale 2: 8ste in 25,28                              |
| Judith Ayaa    | 400m (v)               | 14e       | serie 1: 4de in 52,85 kwartfinale 2: 3de in 52,68 halve finale 1: 7de in 52,91  |

### Boksen
| Olympiër          | Onderdeel   | Resultaat | Prestatie |
| ----------------- | ----------- | --------- | --- |
| James Odwori      | -48kg (m)   | 5e        | 1ste ronde: W van PHI Arsenal: scheidsrechterlijke beslissing 2de ronde: W van EGY El-Ashry: scheidsrechterlijke beslissing kwartfinale: V van PRK Kim: knock-out                                                                         |
| Leo Rwabwogo      | -51kg (m)   | Zilver    | 1ste ronde: W van URU Acuña: knock-out 2de ronde: W van GBR O'Sullivan: knock-out 3de ronde: W van THA On-Chim: 4-1 kwartfinale: W van IRL McLaughlin: knock-out halve finale: W van CUB Rodríguez: 3-2 finale: V van BUL Kostadinov: 0-5 |
| Deogratias Musoke | -57kg (m)   | 17e       | 1ste ronde: vrij 2de ronde: V van FIN Lindbergh: 0-5 |
| Peter Odhiambo    | -60kg (m)   | 17e       | 1ste ronde: vrij 2de ronde: V van COL Pérez: 0-5 |
| Mohamed Muruli    | -63,5kg (m) | 17e       | 1ste ronde: V van ROU Cutov: 1-4 |
| David Jackson     | -67kg (m)   | 9e        | 1ste ronde: W van ROU Zilberman: 3-2 2de ronde: W van BUL Kolev: 4-1 3de ronde: V van USA Valdez: 1-4 |
| John Opio         | -71kg (m)   | 17e       | 1ste ronde: vrij 2de ronde: V van BUL Stanchev: 2-3 |
| Matthias Ouma     | -81kg (m)   | 17e       | 1ste ronde: V van HUN Tóth: 2-3 |

### Hockey
| Olympiër | Onderdeel | Resultaat | Prestatie |
| --- | --------- | --------- | --- |
| Paul Adiga Matharu Ajaib Isaac Chirwa Joseph Kagimu Herbert Kajumba Jagdish Kapoor Upkar Kapoor Elly Kitamireke Singh Kuldip Willie Lobo George Moraes Poly Pereira Amarjit Sandhu Lajinder Sandhu Ajit Singh Avtar Singh Malkit Singh | mannen    | 15e       | groep A: 8ste V van Maleisië: 1-3 V van Frankrijk: 1-3 V van Pakistan: 1-3 G van Argentinië: 0-0 G van Bondsrepubliek Duitsland: 1-1 V van België: 0-2 V van Spanje: 0-2 15-16de plek: W van Mexico: 4-1 |

| Groep A |                          |             |             |             |             |            |            |            |        |
| #       | Land                     | Wedstrijden | Wedstrijden | Wedstrijden | Wedstrijden | Doelpunten | Doelpunten | Doelpunten | Punten |
| #       | Land                     | G           | W           | G           | V           | V          | T          | Saldo      | Punten |
| 1       | Bondsrepubliek Duitsland | 7           | 6           | 1           | 0           | 17         | 5          | +12        | 13     |
| 2       | Pakistan                 | 7           | 5           | 1           | 1           | 17         | 6          | +11        | 11     |
| 3       | Maleisië                 | 7           | 4           | 1           | 2           | 9          | 7          | +2         | 9      |
| 4       | Spanje                   | 7           | 2           | 4           | 1           | 9          | 8          | +1         | 8      |
| 5       | België                   | 7           | 2           | 1           | 4           | 8          | 14         | -6         | 5      |
| 6       | Frankrijk                | 7           | 2           | 0           | 5           | 6          | 13         | -7         | 4      |
| 7       | Argentinië               | 7           | 0           | 3           | 4           | 4          | 9          | -5         | 3      |
| 8       | Oeganda                  | 7           | 0           | 3           | 4           | 6          | 14         | -8         | 3      |

| Datum       | Ronde   | Plaats                   | Land | Score   | Land |
| ----------- | ------- | ------------------------ | ---- | ------- | ---- |
| Groepsfase  |         |                          |      |         |      |
| 27 augustus | München | Maleisië                 | 3-1  | Oeganda |      |
| 28 augustus | München | Frankrijk                | 3-1  | Oeganda |      |
| 29 augustus | München | Pakistan                 | 3-1  | Oeganda |      |
| 31 augustus | München | Argentinië               | 0-0  | Oeganda |      |
| 1 september | München | Bondsrepubliek Duitsland | 1-1  | Oeganda |      |
| 3 september | München | België                   | 2-0  | Oeganda |      |
| 4 september | München | Spanje                   | 2-2  | Oeganda |      |
| 15-16e plek |         |                          |      |         |      |
| 7 september | München | Oeganda                  | 4-1  | Mexico  |      |

Afghanistan · Albanië · Algerije · Amerikaanse Maagdeneilanden · Argentinië · Australië · Bahama's · Barbados · België · Bermuda · Birma · Bolivia · Bondsrepubliek Duitsland · Brazilië · Brits-Honduras · Bulgarije · Canada · Ceylon · Chili · Colombia · Congo-Brazzaville · Costa Rica · Cuba · Dahomey · Denemarken · Dominicaanse Republiek · Duitse Democratische Republiek · Ecuador · Egypte · El Salvador · Ethiopië · Fiji · Filipijnen · Finland · Frankrijk · Gabon · Ghana · Griekenland · Groot-Brittannië · Guatemala · Guyana · Haïti · Hongarije · Hongkong · Ierland · IJsland · India · Indonesië · Iran · Israël · Italië · Ivoorkust · Jamaica · Japan · Joegoslavië · Kameroen · Kenia · Khmerrepubliek · Koeweit · Lesotho · Libanon · Liberia · Liechtenstein · Luxemburg · Madagaskar · Malawi · Maleisië · Mali · Malta · Marokko · Mexico · Monaco · Mongolië · Nederland · Nederlandse Antillen · Nepal · Nicaragua · Nieuw-Zeeland · Niger · Nigeria · Noord-Korea · Noorwegen · Oeganda · Oostenrijk · Opper-Volta · Pakistan · Panama · Paraguay · Peru · Polen · Portugal · Puerto Rico · Roemenië · San Marino · Saoedi-Arabië · Senegal · Singapore · Soedan · Somalië · Sovjet-Unie · Spanje · Suriname · Swaziland · Syrië · Taiwan · Tanzania · Thailand · Togo · Trinidad en Tobago · Tsjaad · Tsjecho-Slowakije · Tunesië · Turkije · Uruguay · Venezuela · Verenigde Staten · Vietnam · Zambia · Zuid-Korea · Zweden · Zwitserland